# Orphinus nilgirensis
Orphinus nilgirensis es una especie de escarabajo de piel del género Orphinus, de la familia Dermestidae, orden Coleoptera.

## Distribución
Se distribuye por Asia: India, en la región de Cachemira y en Nilgiris.

## Taxonomía
Fue descrita por Arrow en 1915.